# Università nazionale del commercio ed economia di Kiev
L'Università nazionale del commercio ed economia di Kiev (in ucraino Київський національний торговельно-економічний університет?) è una delle principali Università dell'Ucraina, fondata nel 1946 nella città di Kiev.

## Cronistoria
1946 – L'Università nazionale del commercio ed economia di Kiev trae origine dalla filiale di Kiev dell'Istituto di corrispondenza dell'Unione per il commercio sovietico, fondato nel 1946.
1959 – Con decreto numero 50 del 14/01/1959 del Consiglio dei Ministri sovietico, la filiale di Kiev dell'Istituto di corrispondenza dell'Unione per il commercio sovietico venne subordinata all'Istituto del commercio sovietico di Kharkov e, sempre nel 1959, anche all'Istituto del commercio sovietico di Donetsk.
1966 – Con decreto numero 195 del 01/04/1966 del Consiglio dei Ministri sovietico, venne istituito, presso la filiale di Kiev dell'Istituto del commercio sovietico di Donetsk, l'Istituto nazionale di economia e commercio di Kiev, con competenza anche sulle città di Odessa e Černivci.
1994 – Con il decreto numero 592 del 29/08/1994, il Gabinetto dei Ministri dell'Ucraina sciolse l'Istituto nazionale di economia e commercio di Kiev, istituendo così l'Università nazionale del commercio ed economia di Kiev.
2000 – Con decreto presidenziale numero 1059/2000 dell'11/09/2000, l'Università, per il suo significativo contributo allo sviluppo dell'istruzione superiore e della scienza in Ucraina, nonché per l'apprezzamento e il riconoscimento internazionale, ha ricevuto lo status di Università nazionale.